# 伯爾尼車站
伯爾尼車站（德語：Bahnhof Bern）是瑞士首都伯爾尼的鐵路車站。車站由1858年起分階段興建，並多次重建，位於奧爾滕－伯爾尼鐵路與洛桑－伯爾尼鐵路線上，並鄰近勒奇山鐵路終點站。車站由瑞士聯邦鐵路擁有。來往車站的列車由瑞士聯邦鐵路、BLS鐵路和米軌的伯爾尼－索洛圖恩區域交通營運。停靠此站的列車包括TGV、城際快車以及往意大利的國際列車。
伯爾尼車站是距離伯爾尼大學最近的車站。車站頂部設有觀景台，可從地下通道12及13號月台乘坐電梯到達，欣賞城市和伯爾尼阿爾卑斯山的景色。此站設有IATA機場代碼（ZDJ），美國航空與瑞士聯邦鐵路同時在蘇黎世機場共享代號。
1999年至2003年間，車站進行重建和重新設計。伯爾尼車站設有12個標準軌月台（1－10和12－13號月台），以及4個米軌月台（21－24號月台）。沒有11號月台，但10號月台和12號月台之間有一條沒有月台的通過線。

### 延伸閱讀
- Boss, Paul.  [That was the old Station]. Bern: Benteli Verlag. 1997. OCLC 603800392 （德语）.
- Giger, Bernhard; Trachsel, Hansueli.  [Arrival in Bern: the Bahnhofplatz - 150 Years of History and Stories]. Bern: Stämpfli Verlag. 2007. ISBN 9783727211942 （德语）.
- Huber, Werner.  [Bern Railway Station 1860 - 2010: Planning History, Architecture, Controversies]. Zürich: Scheidegger & Spiess. 2010. ISBN 9783858813169 （德语）.

## 外部連結
维基共享资源上的相關多媒體資源：伯爾尼車站